# Isilda Gomes

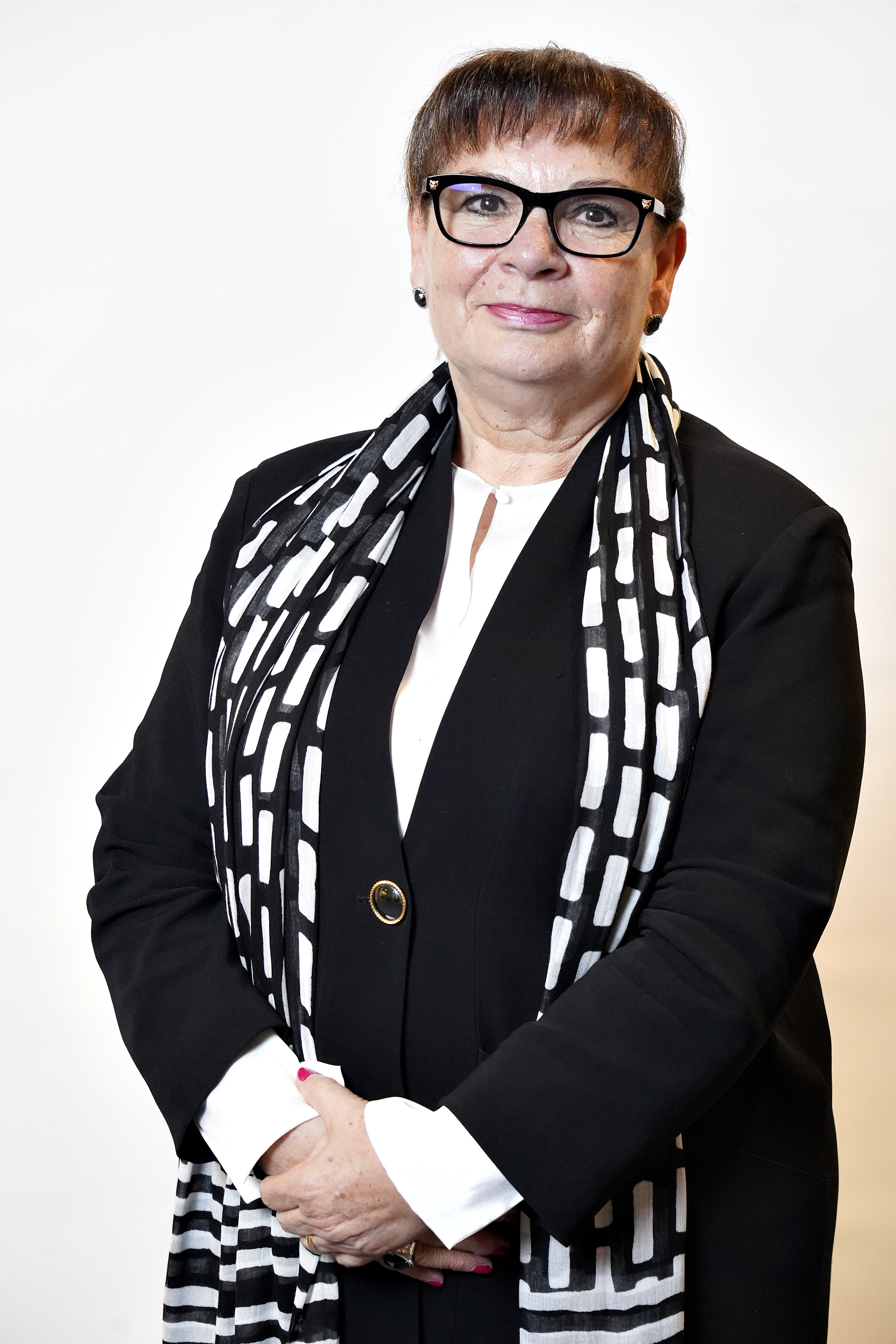
Isilda Gomes

Isilda Maria Prazeres dos Santos Varges Gomes, kurz Isilda Gomes (geboren am 16. September 1951 in Mido, Kreis Almeida) ist eine portugiesische Lehrerin und Politikerin (PS). Gomes übte zwischen 2007 und 2011 das Amt der Zivilgouverneurin des Distriktes von Faro aus, von 2013 bis 2024 war sie Bürgermeisterin der Stadt Portimäo. Bei der Europawahl 2024 gewann sie für ihre sozialdemokratische Partei Partido Socialista ein Mandat und ist seitdem Mitglied des Europäischen Parlaments.

## Leben
Die 1951 in Mido (Kreis Almeida) geborene Isilda Gomes studierte Mathematik und Naturwissenschaften an der Universität Lissabon. Später absolvierte sie einen Master-Studiengang an der Universität Sevilla. Isilda Gomes arbeitete mehrere Jahre lang als Grundschullehrerin in Portimão.
Im Jahr 2000 begann sich Gomes in der Kommunalpolitik für die Partido Socialista zu engagieren und war bis 2003 Stadträtin von Portimão. Von 2003 bis 2005 war sie stellvertretende Bürgermeisterin von Portimão und betreute die Ressorts Bildung, Kultur, Sport, soziale Maßnahmen, Wohnen, Jugend, Gesundheit, Straßenverkauf und Bürgerangelegenheiten. Von 2005 bis 2007 war Gomes stellvertretende Vorsitzende des Gemeinderats von Portimão. 2007 ernannte die portugiesische Regierung Gomes zur Zivilgouverneurin des Distrikts Faro, das Amt übte sie bis (mit einer Unterbrechung mehrerer Monate) bis 2011 aus; das Amt wurde im gleichen Jahr abgeschafft. Ab 2013 war Gomes gewählte Bürgermeisterin von Portimão; bei den Kommunalwahlen 2017 und 2021 wurde sie wiedergewählt.
2024 nominierte die PS Gomes für den siebten Listenplatz für die Europawahl 2024. Die Partei erlangte 8 der 21 portugiesischen Mandate, sodass Gomes ein Mandat gewann und Mitglied des Europäischen Parlaments wurde. Gemeinsam mit den anderen PS-Abgeordneten trat sie der S&D-Fraktion bei. Gomes trat von ihrem Amt der Bürgermeisterin Portimãos zurück.